# Neottiosporina masonii
Neottiosporina masonii är en svampart som beskrevs av B. Sutton 1976. Neottiosporina masonii ingår i släktet Neottiosporina, divisionen sporsäcksvampar och riket svampar.   Inga underarter finns listade i Catalogue of Life.